# Loúros (ort)
Loúros är en ort i Grekland.   Den ligger i prefekturen Nomós Prevézis och regionen Epirus, i den centrala delen av landet, 290 km nordväst om huvudstaden Aten. Loúros ligger 20 meter över havet och antalet invånare är 2 033.
Terrängen runt Loúros är huvudsakligen kuperad, men söderut är den platt. Runt Loúros är det ganska tätbefolkat, med 72 invånare per kvadratkilometer. Närmaste större samhälle är Arta, 19,7 km öster om Loúros. Trakten runt Loúros består till största delen av jordbruksmark.